# Seoul Station
Seoul Station  (coreà 서울역) és una pel·lícula d’animació per a adults de terror post-apocalíptica zombis de Corea del Sud escrita i dirigida per Yeon Sang-ho. Una segona entrega  i una preqüela de la sèrie de pel·lícules Train to Busan, la aeni (animació de Corea del Sud) explora com va començar l'epidèmia de zombis a Corea del Sud abans dels esdeveniments d'aquesta última, i gira al voltant dels tres personatges principals; Hye-sun, una dona jove i prostituta que intenta sobreviure al món que la veu d'un sol ús, Suk-gyu, el seu pare que busca la seva filla fugitiva amb l'ajuda de el seu xicot, Ki-woong.
Estrenada el 18 d'agost de 2016, la pel·lícula és protagonitzada per Shim Eun-kyung, Ryu Seung-ryong i Lee Joon en els papers principals. La pel·lícula es va projectar a el Festival Internacional de Cinema Fantàstic de Brussel·les de 2016. La pel·lícula va ser guardonada com a Millor pel·lícula d'animació a la 10a edició del Asia Pacific Screen Awards el 2016.

## Argumenta
Un home sense llar camina per la zona de l'estació de Seül amb una ferida sagnant al coll fins que arriba a l'estació de Seül i s'estira. Un company okupa s'asseu al seu costat, s'adona de la sang i intenta demanar ajuda, però l'home ferit ja no és viu quan torna. L'okupa va a la policia de trànsit per denunciar la mort de l'home; els agents el segueixen, però l'home ha desaparegut. L'okupa va a buscar el vell i el troba com un zombi, que l'ataca.
Hye-sun, que va fugir de la seva vida anterior en un prostíbul, ara viu amb el seu xicot, Ki-woong, que té la intenció de proxeneta Hye-sun de nou a causa de problemes de diners. Després d'una baralla sobre això, els dos se separen i es veuen atrapats en el caos que surt de l'estació de Seül. Hye-sun s'escapa amb uns quants supervivents a una comissaria de policia, on són atrapats per un grup de zombis dins d'una cel·la de la presó, juntament amb un policia que demana un zombi. Mentrestant, el pare de Hye-sun, Suk-gyu, interroga Ki-woong per la ubicació de la seva filla. Els dos van a casa de Hye-sun, només per trobar que la propietària s'ha convertit en un zombi. Sun-gyu i Ki-woong s'amaguen al bany després que un altre zombi els ataca, escapen per la finestra del bany i pugen al terrat. Sun-gyu idea un pla amb Ki-woong per cridar l'atenció dels zombis, mentre ell baixa a buscar el cotxe. Se'n van en estat de xoc, però se centren a trobar Hye-sun.
A la comissaria de policia, l'agent de mendicitat demana suport abans de sucumbir a la seva infecció, reanimant i mossegant un altre supervivent a la cel·la. La Policia antidisturbis arriba just a temps i allunya els infectats, permetent a Hye-sun i un ancià escapar de la cel·la i pujar a una ambulància. La tripulació de l'ambulància sembla inconscient del que està passant amb els infectats. Hye-sun truca a Ki-woong per dir-li que es dirigeix a l'hospital i per trobar-la allà. El vell s'espanta quan s'adona que estan de camí a l'hospital, on sembla que arriben molts informes de ferides per mossegades. Intenta agafar el volant del conductor i fa que el vehicle s'estavella. Hye-sun i el vell fugen pels túnels del metro. Mentrestant, Suk-gyu i Ki-woong es dirigeixen a l'hospital, però descobreixen que els zombis ja s'han apoderat del lloc. Amb prou feines escapen abans de continuar la seva recerca.
Fora de l'estació de Hoehyeon, Ki-woong truca a Hye-sun, però la seva conversa alerta els infectats propers. Un grup de persones els crida a una barricada improvisada mentre lluiten contra els infectats. Els dos es salven, només per adonar-se que van ser posats en quarantena per la policia antiavalots, que creu erròniament que la crisi és una insurrecció. Suk-gyu i Ki-woong intenten persuadir la policia perquè els deixi passar, però són rebutjats, ja que la llei marcial ha estat declarada sense motiu. Els supervivents sucumben lentament a un nombre creixent de persones infectades. Després d'un discurs sobre la seva mala posició a la societat, el vell intenta superar el bloqueig policial per advertir els funcionaris del govern sobre els zombis, però és assassinat per trets de l'militars convocats. Els infectats carreguen i sobrepassen la barricada; Hye-sun és capaç d'escapar, però un zombi li esgarrapa al peu.
Hye-sun s'endinsa en un apartament model buida i notifica a Ki-woong la seva ubicació. Quan Ki-woong i Hye-sun es reuneixen, ella revela que Suk-gyu no és el seu pare sinó el seu proxeneta anterior. Suk-gyu l'ha estat buscant perquè ha robat els diners dels seus difunts pares naturals que ell es guardava per a ell. Això indigna Ki-woong, que pensava que s'havia fet un acord per ajudar-lo a retrobar-se amb la seva xicota, però Suk-gyu es torna violent fins al punt que explica que vol venjar-se de Hye-sun per robatori. Ki-woong intenta sotmetre a Suk-gyu amb un ganivet, però el segon agafa el ganivet del primer i el mata. Hye-sun intenta fugir però Suk-gyu se li sotmet. Quan Suk-gyu es prepara per violar-la, Hye-sun ho fa. En Suk-gyu aplica frenèticament la RCP, però després veu l'esgarrapada al peu de Hye-sun i s'adona que està infectada. Quan Hye-sun es reanima i mata a Suk-gyu, la càmera passa per davant d'un Ki-woong mort i els infectats sobrepassant la quarantena.

## Repartiment
- Shim Eun-kyung[5] com Hye-sun
- Ryu Seung-ryong[8] com Suk-gyu
- Lee Joon[5] com Ki-woong

## Estrena
Al lloc web de l'agregador de ressenyes Rotten Tomatoes, el 100% de les 23 crítiques de les crítiques són positives, amb una valoració mitjana de 7,0/10. El consens del lloc web diu: Emocionant i implacable de principi a fi, Seoul Station de Yeon Sang-ho és una entrada en capes i viciosa al gènere zombi.
Clarence Tsui de The Hollywood Reporter va anomenar la pel·lícula "un passeig senzill i emocionant per un món infestat de demonis". James Marsh de South China Morning Post ha donat una puntuació de 3/5. Va comentar que la pel·lícula aborda els problemes de la societat de Corea del Sud, com ara la prostitució i les persones sense llar. Gwilym Mumford de The Guardian també va donar a la pel·lícula una qualificació de 3/5. Va afirmar que aquesta pel·lícula és diferent de Tren a Busan perquè se centra en les "ànimes desesperades atrapades als marges de la vida." Segons Box Office Mojo, la pel·lícula té un total acumulat de 2.021.735 dòlars a tot el món.

## Mitjans de comunicació domèstics
La pel·lícula va debutar el 5 d'abril de 2016 al Festival Internacional de Cinema Fantàstic de Brussel·les. Creada per Yeon Sang-ho, aquesta pel·lícula d'animació es considera com a preqüela de la seva pel·lícula aclamada per la crítica, Train to Busan. El distribuïdor nord-americà Filmrise va llançar el DVD i el Blu-ray versions de Seoul Station el 25 de juliol de 2017. La pel·lícula d'animació també es pot reproduir en streaming a Amazon Prime Video, Tubi, Apple TV i Shudder.